# Краматорський тролейбус
Краматóрський тролéйбус — діюча тролейбусна система міста Краматорськ Донецької області. Довжина контактної мережі на 2017 рік становила 46,9 км. Пасажиропотік на 2018 рік становив 12297,5 тис. чоловік. На даний момент у місті діє 5 регулярних маршрутів.

## Історія
Будівництво перших тролейбусних ліній у місті розпочалося у березні 1971 року. Було змонтовавно першу лінію завдовжки 8,9 км та тягову підстанцію. Надійшло 15 тролейбусів ЗіУ-5. Перший пробний рейс відбувся 5 листопада 1971 року, а регулярний рух — з 18 листопада 1971 року. Маршрут № 1 пролягав від 179-го кварталу вулицями Ювілейною та Леніна (Дружби) до Новокраматорського металургійного заводу (НКМЗ).
7 листопада 1972 року було відкрито другу лінію та маршрут № 2 вулицями Парковою та Соціалістичною (нині — вул. Василя Стуса). 
У 1973 році надійшли перші тролейбуси ЗіУ-682 (за всю історію їх надійшло всього 76 одиниць).
Впродовж 1972—1975 років обсяг перевезень збільшився вдвічі з 5,2 до 10,7 млн пасажирів на рік.
У грудні 1979 році, поблизу кінцевої зупинки «179-й квартал» відкрито тролейбусне депо на 100 місць.
1 січня 1981 року відкрито наступну нову лінію вулицями Парковою та Орджонікідзе (нині — вул. Олекси Тихого) з відкриттям маршруту № 3 «КТТУ — НКМЗ». 
30 грудня 1982 року існуючі маршрути подовжено на 2 км — до кінця вулиці Паркової та далі вздовж Краматорського бульвару до тролейбусного депо. 
6 лютого 1983 року відкрито лінію тролейбусного маршруту № 2 вулицями Соціалістичною (нині — вул. Василя Стуса), Маяковського та Орджонікідзе (Олекси Тихого) до заводу «Енергомашспецсталь» (ЕМСС) і вперше лінія подовдена до районів, які обслуговувались трамваями. На цьому було завершено формування мережі, яка не змінювалась аж до 2016 року.
До 1985 року списані всі тролейбуси моделі ЗіУ-5.
У 1990-х роках з'явилися короткий маршрут № 2А (до вул. Маяковського) і № 4 «КТТУ — НКМЗ», які прямували через Краматорський бульвар, вулицями Парковій, Соціалістичною (Василя Стуса), Леніна.
Перші тролейбуси ЮМЗ Т1 до Краматорська надійшли у 1992 році, а ЮМЗ Т2 — 1994 року.

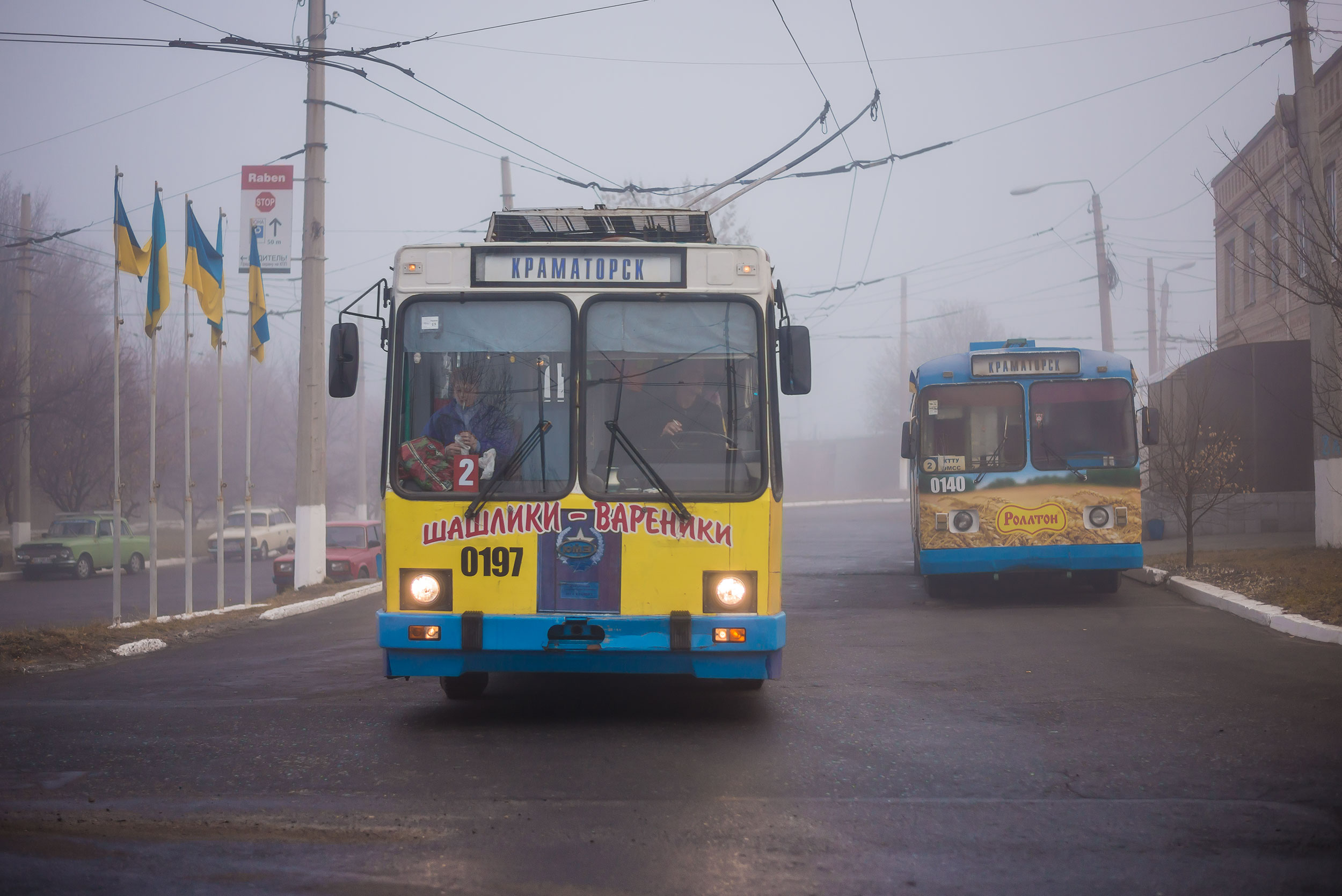
ЮМЗ Т2
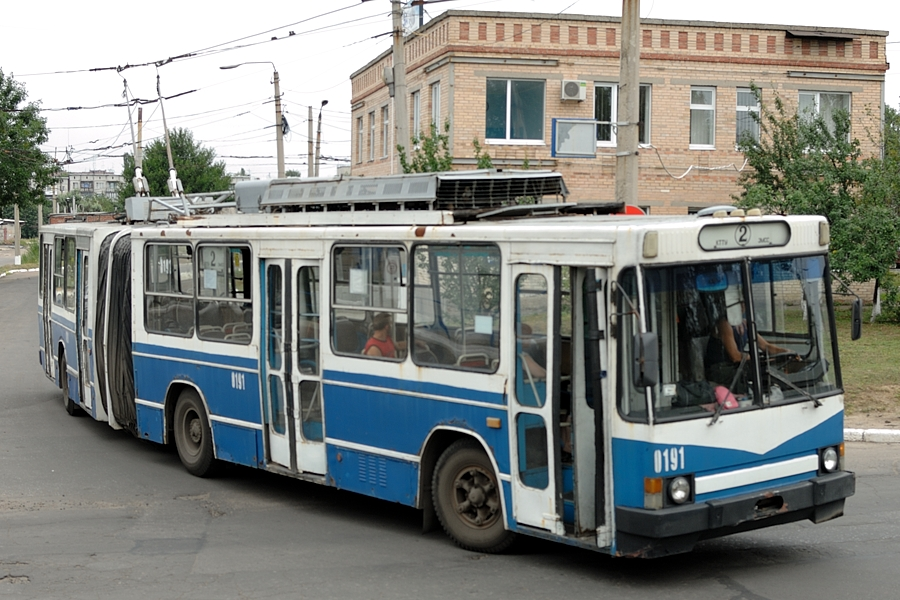
ЮМЗ Т1 № 0191
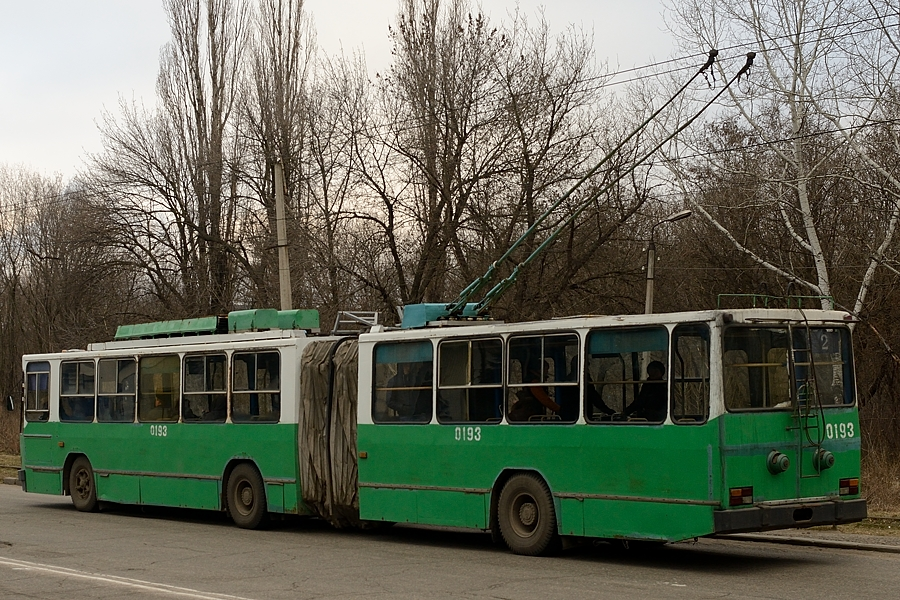
ЮМЗ Т1 № 0193

З 23 квітня 2003 року трамвайно-тролейбусне управління реорганізовано в КП «КТТУ».
Станом на 2003 рік виробнича потужність тролейбусного депо — 100 машиномісць, контактних мереж — 38,2 км, тролейбусний парк рухомого складу підприємства налічував 31 одиницю тролейбусних машин у тому числі: ЗіУ-682 — 19 од., ЮМЗ Т1 — 4 од., ЮМЗ Т2 — 8 од., КТГ-1 — 1 од., тягач.
З 18 червня 2003 року підприємство було прийнято в комунальну власність міста Краматорська. 
У вересні 2006 року було ухвалено проєкт щодо будівництва тролейбусної лінії, що мала б пролягати вулицями Орджонікідзе (Олекси Тихого) і Горького (Конрада Ґампера) в Старе місто, безпосередньо до залізничного вокзалу, однак тоді проєкт не було втілено, а роботи були прининені. Лише з 10 листопада 2016 року було відновлені роботи з будівництва нової лінії.
| Перелік тролейбусних маршрутів в місті Краматорськ наприкінці 2000-х років | Перелік тролейбусних маршрутів в місті Краматорськ наприкінці 2000-х років | Перелік тролейбусних маршрутів в місті Краматорськ наприкінці 2000-х років | Перелік тролейбусних маршрутів в місті Краматорськ наприкінці 2000-х років | Перелік тролейбусних маршрутів в місті Краматорськ наприкінці 2000-х років |
| №                                                                          | Початковий пункт                                                           | Кінцевий пункт                                                             | Траса маршруту                                                             | Примітка                                                                   |
| -------------------------------------------------------------------------- | -------------------------------------------------------------------------- | -------------------------------------------------------------------------- | -------------------------------------------------------------------------- | -------------------------------------------------------------------------- |
| 1                                                                          | КТТУ (179-й квартал)                                                       | НКМЗ                                                                       | Ювілейна вул.                                                              |                                                                            |
| 2                                                                          | КТТУ (179-й квартал)                                                       | ЕМСС                                                                       | Краматорський бульв., Паркова вул., вул. Василя Стуса, вул. Маяковського   |                                                                            |
| 2A                                                                         | КТТУ (179-й квартал)                                                       | Вулиця Маяковського                                                        |                                                                            | Допоміжний до маршруту № 2                                                 |
| 3                                                                          | КТТУ (179-й квартал)                                                       | НКМЗ                                                                       | Паркова вул.                                                               |                                                                            |
| 4                                                                          | КТТУ (179-й квартал)                                                       | НКМЗ                                                                       | Паркова вул., вул. Василя Стуса                                            | Допоміжний до маршруту № 2                                                 |

Станом на 1 січня 2011 року довжина мережі становила 38,2 км, було 1 депо на 100 місць. На балансі перебувало 30 пасажирських та 1 службовий тролейбусів. Діяло 5 тролейбусних маршрутів (3 основні та 2 допоміжні).
З 3 травня 2014 року, під час подій на сході України тролейбуси припиняли свій рух, і лише після звільнення міста від терористів, їхній рух був відновлений з 15 липня 2014 року.
З 2004 по 2015 роки більшості тролейбусів ЗіУ-682 і ЮМЗ був виконаний капітальний ремонт на базі тролейбусного депо.
Починаючи з грудня 2015 року капітальні ремонти рухомого складу проводяться на потужностях компанії ТОВ «Технології електротранспорту» (м. Харків).
Станом на 1 січня 2016 року довжина мережі складає 38,2 км, в наявності: одне депо на 100 місць, лінії обслуговують 2 тролейбусні і 2 суміщені тягові підстанції.
15 січня 2016 року до Краматорська надійшли два зчленованих тролейбуса Mercedes-Benz O405GTZ, які раніше експлуатувались у швейцарському місті Вінтертурі. Машини були придбані на приватні кошти і проходили підготовку до експлуатації на території Краматорського заводу важкого верстатобудування.
29 січня 2016 року тролейбуси Mercedes-Benz O405GTZ надійшли у розпорядження КТТУ з території КЗТС. 
У травні 2016 року були передані КП «КТТУ» в оренду за символічну плату в 1 гривню для проведення випробувань. Після успішного проведення випробувань, тролейбуси були взяті на баланс КТТУ, їм присвоєні бортові № 0201 та 0202.
16 січня 2016 року відкритий маршрут № 6 «КТТУ — Вулиця Комерційна» до залізничного вокзалу, траса якого пролягла новозбудованою лінією в Старе місто через шляхопровід, яким до 2003 року до вокзалу курсували трамваї маршруту № 3. Траса маршруту пролягає по вулицях Комерційній, Шкільній, Сіверській, Конрада Ґампера, Олекси Тихого, Парковій і Краматорському бульвару.
У вересні 2016 року підписаний контракт на будівництво тролейбусної лінії по вулиці Олекси Тихого на ділянці від вулиці Маяковського до вулиці Дружби для можливості запуску маршруту від ЕМСС до Старого міста.
27 грудня 2016 року до тролейбусного парку надійшов перший тролейбус БКМ-321 білоруського виробництва, а протягом січня 2017 року ще 2 машини, які отримали № 0203—0205. З 30 січня 2017 року вийшли на маршрути міста.
Станом на 1 січня 2017 року на балансі КП «КТТУ» перебувало 31 пасажирський та 1 службовий тролейбус.
30 січня 2017 року відкритий маршрут № 3А і введено новий графік тролейбусів маршрутів № 3 і 3A. Маршрут № 3 прямує до ЕМСС, а маршрут № 3А — до НКМЗ.
Станом на 14 лютого 2017 року 15 тролейбусів обладнані гучномовцями.
3 квітня 2017 року відкрито маршрут № 5 «Залізничний вокзал — ЕМСС». 24 серпня 2017 року до Краматорського ТТУ надійшли 4 тролейбуси БКМ-321.

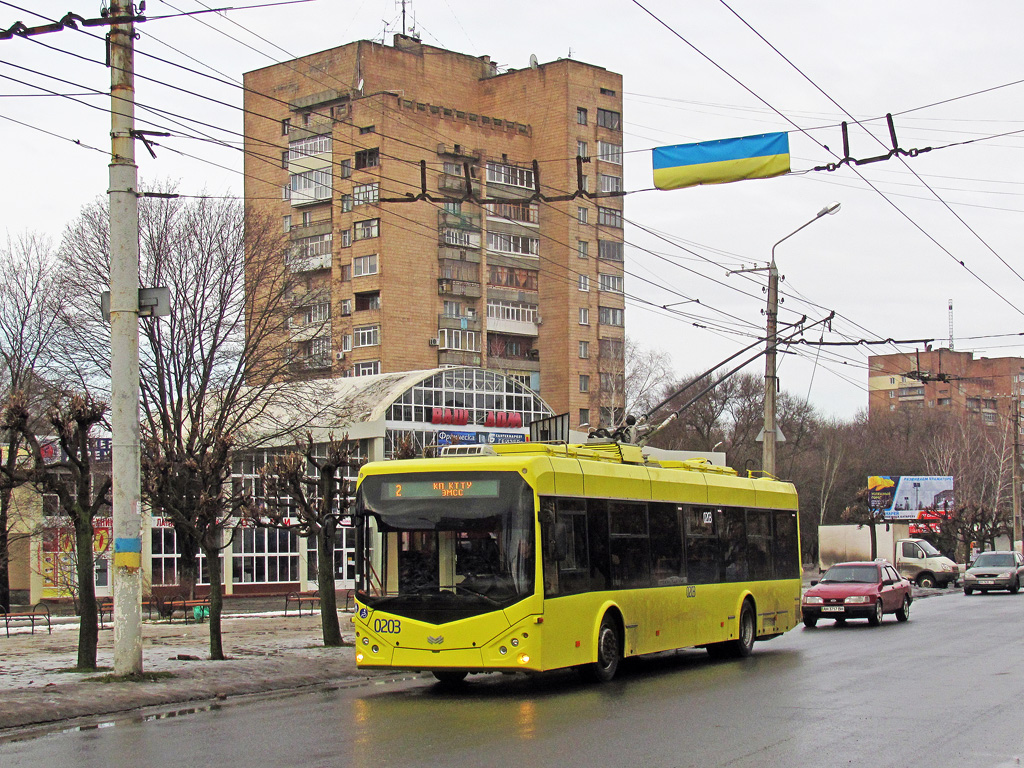
БКМ-321 № 0203 на маршруті № 2, вулиця Паркова
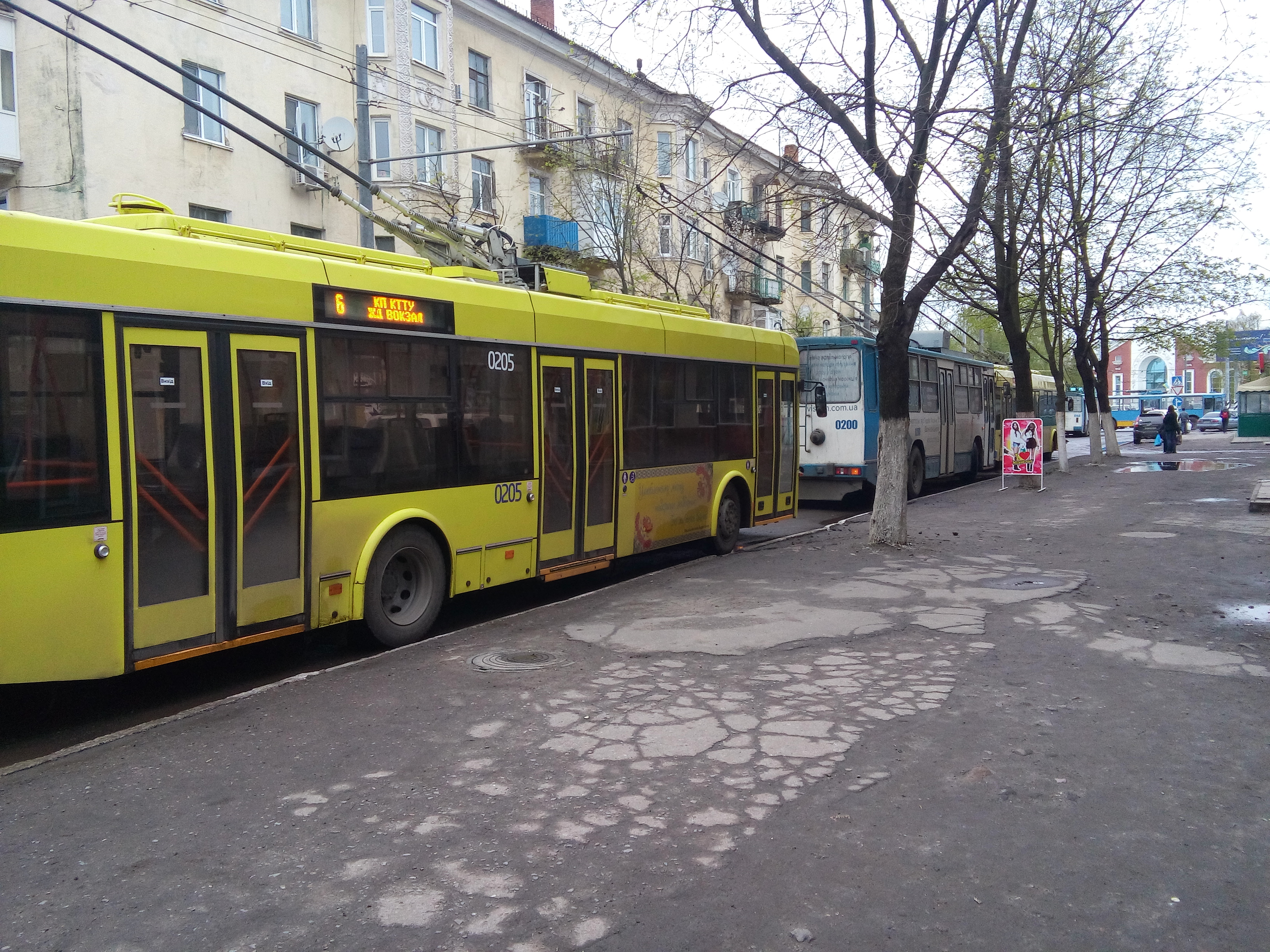
БКМ-321 № 0205 на маршруті № 5, біля залізничного вокзалу
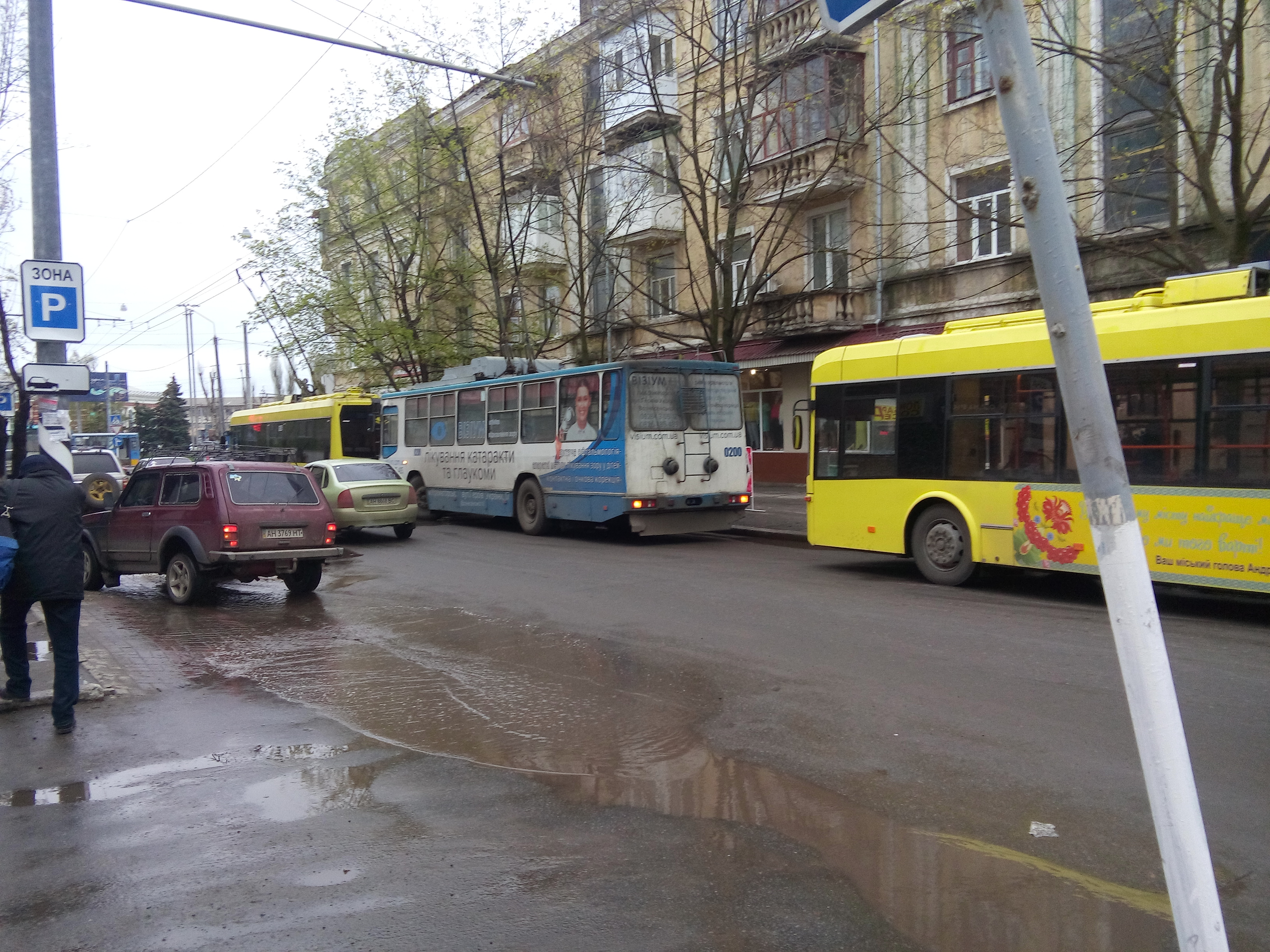
Тролейбуси маршрутів № 5 і 6, вулиця Шкільна

Впродовж листопада — грудня 2017 року отримано 7 тролейбусів Дніпро Т203 (№ 0210—0216), придбаних за кошти Державного фонду регіонального розвитку. У вересні 2018 року надйшло 4 тролейбуса Дніпро Т203 (№ 0217—0220).
На початку жовтня 2018 року планувалося відкриття нового маршруту № 7 «ЕМСС — Красногірка», але, у зв'язку з виходом з ладу кабелю постійного струму напругою 600 В на тяговій підстанції № 3 і додатковим навантаженням на підстанцію № 2, було відкладено до закінчення ремонтних робіт щодо ліквідації аварійної ситуації. 10 жовтня 2018 року відбулося очікуване відкриття маршруту № 7 від заводу «Енергомашспецсталь» (ЕМСС) до селища Красногірка. Таким чином в місті почато експлуатацію тролейбусів з функцією руху на автономному ході.
21 листопада 2018 року рішенням виконавчого комітету Краматорської міської ради № 804 затверджені «Правила користування міським електричним транспортом у м. Краматорськ».
У планах КТТУ було будівництво тролейбусної лінії до мікрорайону «Лазурний». У березні 2019 року до Краматорська надійшли 5 тролейбусів Дніпро Т203 (№ 0221—0225). 
19 квітня 2019 року відбулася презентація нових тролейбусів Дніпро Т203 (№ 0221—0225) і відкриття напівкільцевих тролейбусних маршрутів № 8А і 8Б, які з'єднали мікрорайон «Лазурний» з центральною частиною Краматорська, протяжність маршрутів становить 16,8 км. З 20 квітня 2019 року розпочався регулярний рух на маршрутах № 8А і 8Б «ЕМСС — Мікрорайон "Лазурний"».
Станом на 23 лютого 2022 р. у місті діяло 11 регулярних та 3 резервних (за вказівкою диспетчера) тролейбусних маршрутів.
| №  | Початковий пункт     | Кінцевий пункт             | Траса маршруту | Дата відкриття | Довжина обороту, км | Час обороту, хв. |
| -- | -------------------- | -------------------------- | --- | -------------- | ------------------- | ---------------- |
| 1  | КТТУ (179-й квартал) | НКМЗ                       | Ювілейна вул., вул. Дружби | 18.11.1971     | 11,8                | 45               |
| 2  | КТТУ (179-й квартал) | ЕМСС                       | Краматорський бульв., Паркова вул., вул. Василя Стуса, вул. Маяковського | 07.11.1972     | 19                  | 72               |
| 2А | КТТУ (179-й квартал) | Совбез                     | Краматорський бульв., Паркова вул., вул. Василя Стуса |                |                     |                  |
| 3  | КТТУ (179-й квартал) | ЕМСС                       | Паркова вул., вул. Олекси Тихого | 30.01.2017     | 17,2                | 68               |
| 3A | КТТУ (179-й квартал) | НКМЗ                       | Паркова вул., вул. Олекси Тихого | 30.01.2017     | 12,2                | 66               |
| 4  | КТТУ (179-й квартал) | НКМЗ                       | Краматорський бульв., Паркова вул., вул. Дружби |                |                     |                  |
| 5  | Залізничний вокзал   | ЕМСС                       | вул. Конрада Гампера, вул. Олекси Тихого | 03.04.2017     | 16,1                | 72               |
| 5А | Залізничний вокзал   | НКМЗ                       | вул. Конрада Гампера, вул. Олекси Тихого, вул. Дружби (спецрейс) |                |                     |                  |
| 6  | КТТУ (179-й квартал) | Залізничний вокзал         | Краматорський бульв., Паркова вул., вул. Олекси Тихого, вул. Конрада Гампера | 16.01.2016     | 17,1                | 70               |
| 7  | ЕМСС                 | КПД (мікрорайон Ясногірка) | вул. Олекси Тихого, вул. Танкістів (маршрут обслуговують тролейбуси Дніпро Т203) | 10.10.2018     | 18,4                | 72               |
| 7А | НКМЗ                 | КПД (мікрорайон Ясногірка) | вул. Дружби, Ювілейна вул., Аероклубна вул., вул. Олекси Тихого, вул. Танкістів (маршрут обслуговують тролейбуси Дніпро Т203) | 10.10.2018     | 24,5                | 94               |
| 8  | ЕМСС                 | Мікрорайон «Лазурний»      | вул. Олекси Тихого, вул. Маяковського, вул. Василя Стуса, вул. Паркова, бульв. Краматорський, вул. Бикова, вул. Хабаровська, вул. Бєляєва (маршрут обслуговують тролейбуси Дніпро Т203)                                                                      | 20.04.2019     | 20,2                | 95               |
| 8А | ЕМСС                 | Мікрорайон «Лазурний»      | вул. Олекси Тихого, вул. Маяковського, вул. Василя Стуса, вул. Паркова, бульв. Краматорський, вул. Бикова, вул. Хабаровська, вул. Бєляєва, вул. Софіївська, вул. Мостова, вул. Дніпровська, вул. Олекси Тихого (маршрут обслуговують тролейбуси Дніпро Т203) | 20.04.2019     | 16,8                | 72               |
| 8Б | ЕМСС                 | Мікрорайон «Лазурний»      | вул. Олекси Тихого, вул. Дніпровська, вул. Мостова, вул. Софіївська, вул. Бєляєва, вул. Хабаровська, вул. Бикова, бульв. Краматорський, вул. Паркова, вул. Стуса, вул. Маяковського, вул. Олекси Тихого (маршрут обслуговують тролейбуси Дніпро Т203)        | 20.04.2019     | 16,8                | 72               |

## Перспективи
Були наміри побудувати лінію довжиною 5 км вздовж Краматорського бульвару і вулиці Двірцевої, однак цей проєкт не був реалізований. Наразі ці ділянки обслуговуються тролейбусами з автономним ходом. 

## Маршрути
Після початку повномасштабного вторгнення місто зіштовхнулось із новими викликами воєнного часу, зокрема постійними обстрілами, пошкодженнями контактної мережі, зменшенням пасажиропотоків та необхідністю коригування маршрутів. 
| Перелік тролейбусних маршрутів в місті Краматорськ | Перелік тролейбусних маршрутів в місті Краматорськ | Перелік тролейбусних маршрутів в місті Краматорськ | Перелік тролейбусних маршрутів в місті Краматорськ | Перелік тролейбусних маршрутів в місті Краматорськ | Перелік тролейбусних маршрутів в місті Краматорськ | Перелік тролейбусних маршрутів в місті Краматорськ |
| №                                                  | Початковий пункт                                   | Кінцевий пункт                                     | Траса маршруту | Дата відкриття                                     | Довжина обороту, км                                | Час обороту, хв.                                   |
| -------------------------------------------------- | -------------------------------------------------- | -------------------------------------------------- | --- | -------------------------------------------------- | -------------------------------------------------- | -------------------------------------------------- |
| 2                                                  | КТТУ (179-й квартал)                               | ЕМСС                                               | Краматорський бульв., Паркова вул., вул. Василя Стуса, вул. Маяковського | 07.11.1972                                         | 19                                                 | 72                                                 |
| 6                                                  | КТТУ (179-й квартал)                               | Залізничний вокзал                                 | Краматорський бульв., Паркова вул., вул. Олекси Тихого, вул. Конрада Гампера | 16.01.2016                                         | 17,1                                               | 70                                                 |
| 7А                                                 | НКМЗ                                               | КПД (мікрорайон Ясногірка)                         | вул. Дружби, Ювілейна вул., Аероклубна вул., вул. Олекси Тихого, вул. Танкістів (маршрут обслуговують тролейбуси Дніпро Т203) | 10.10.2018                                         | 24,5                                               | 94                                                 |
| 10                                                 | Мікрорайон «Лазурний»                              | Залізничний вокзал                                 | вул. Конрада Гампера, вул. Олекси Тихого, вул. Паркова, Краматорський бульв., вул. Бикова, вул. Біленьківська (маршрут обслуговують тролейбуси Дніпро Т203)                                                                                                  | 20.04.2019                                         | 16,8                                               | 72                                                 |
| 33Б                                                | Залізничний вокзал                                 | с. Олександрівка                                   | Краматорський бульв., вул. Паркова, вул. Олекси Тихого, Залізничний вокзал, вул. Велика Садова, с. Ясна Поляна (вул. Кропивницького, вул. Крейдяна), с. Шабельківка (вул. Волгодонська, вул. Кочових Атаманів) (маршрут обслуговують тролейбуси Дніпро Т203) | align=center                                       | 17,07                                              |                                                    |

## Вартість проїзду
Тарифи на проїзд комунальному підприємству «Краматорське трамвайно-тролейбусне управління» встановлюються рішенням виконкому Краматорської міської ради.
| Динаміка зростання вартості проїзду в трамваях і тролейбусах |                             |            |                      |
| Дата встановлення тарифу                                     | Вартість разового квитка, ₴ | зображення | Примітки             |
| ------------------------------------------------------------ | --------------------------- | ---------- | -------------------- |
| з квітня 2009                                                | 1,00                        |            | [ 25 ]               |
| з грудня 2011                                                | 1,25                        |            | [ 26 ]               |
| 15 вересня 2016                                              | 2,00                        |            | [ 27 ]               |
| 18 травня 2017                                               | 3,00                        |            | [ 28 ] [ 29 ] [ 30 ] |
| 24 жовтня 2018                                               | 4,00                        |            | [ 31 ]               |
| 11 вересня 2019                                              | 5,00                        |            | [ 32 ] [ 33 ]        |
| 8 червня 2021                                                | 8,00                        |            | [ 4 ]                |
| 15 листопада 2022                                            | 12,00                       |            | [ 4 ]                |

## Рухомий склад
Інформація станом на 1 листопада 2021 року.

## Галерея

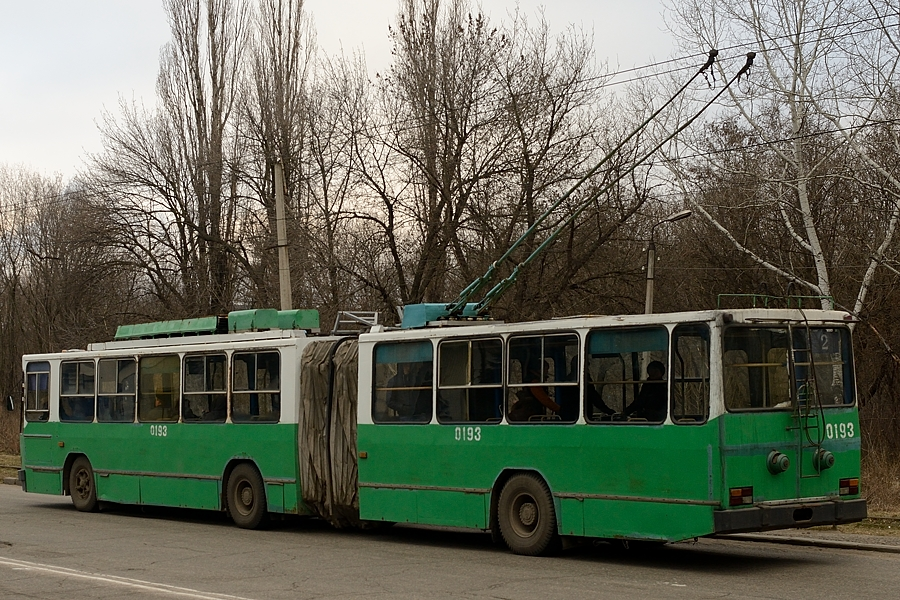
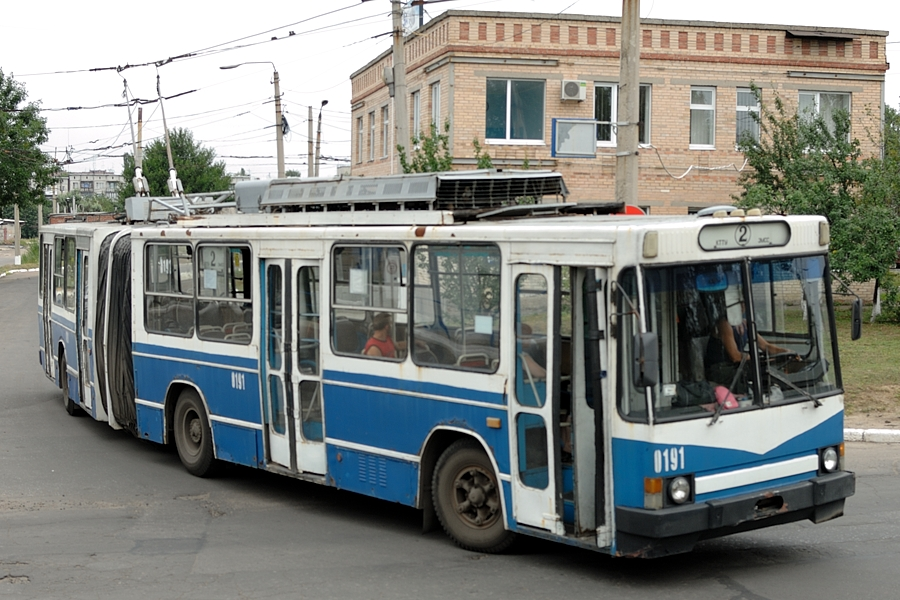
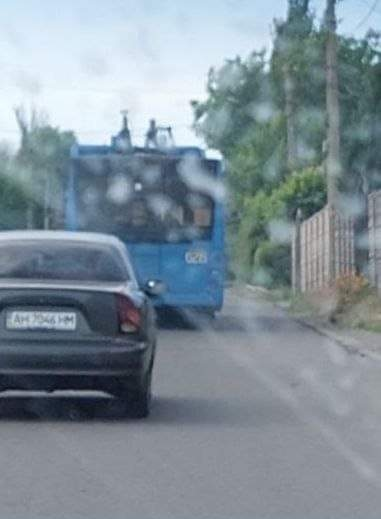
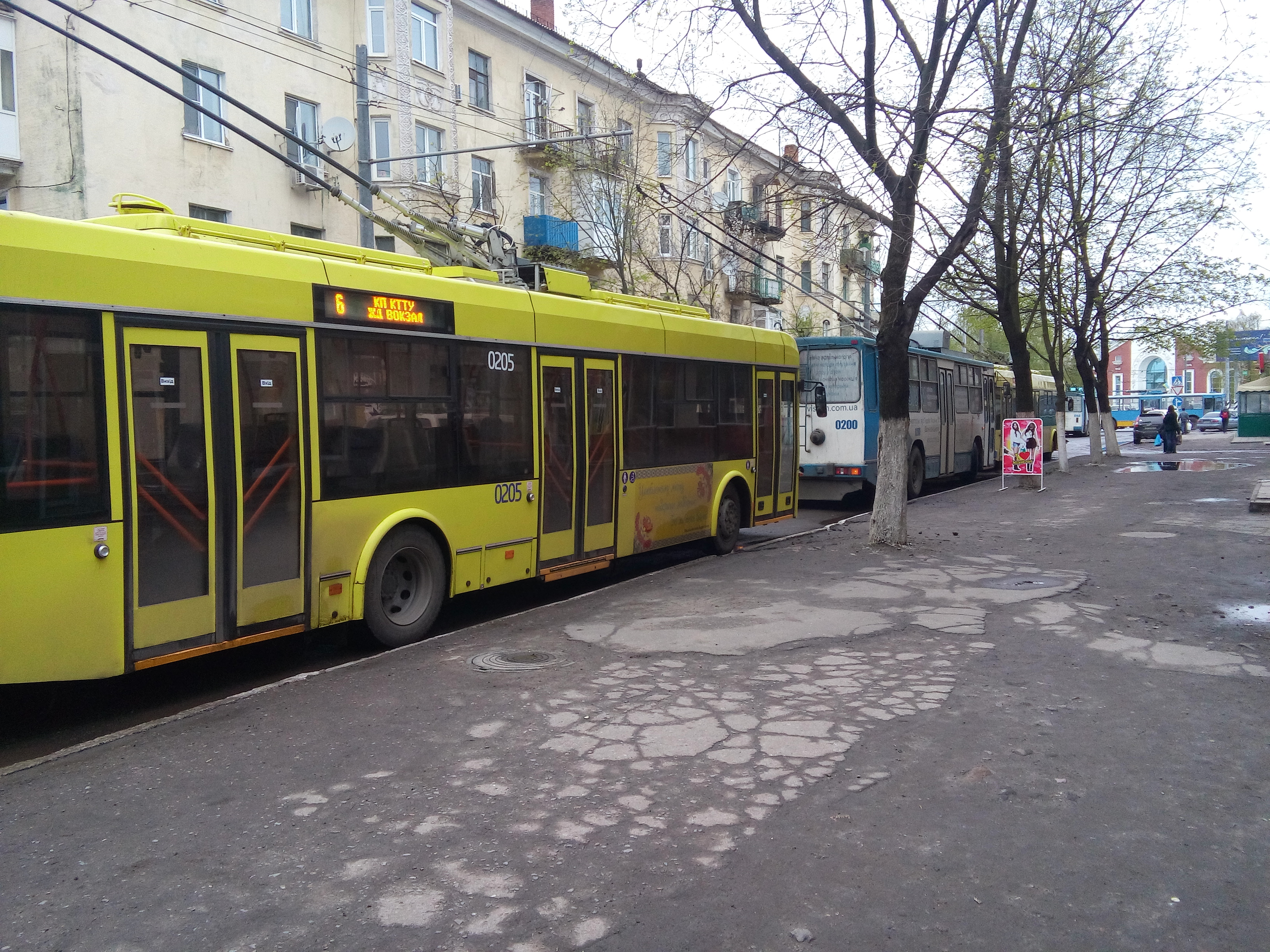
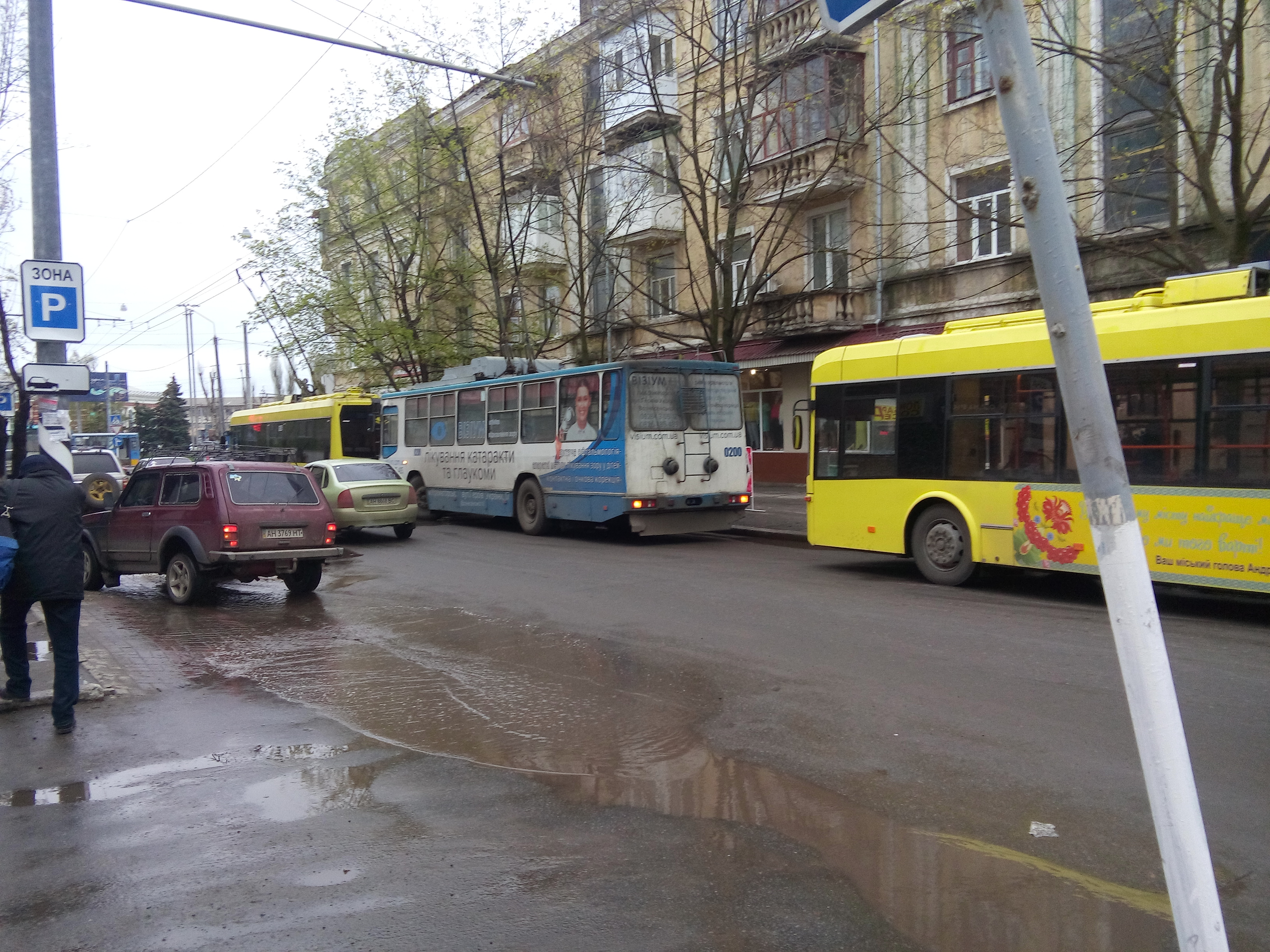
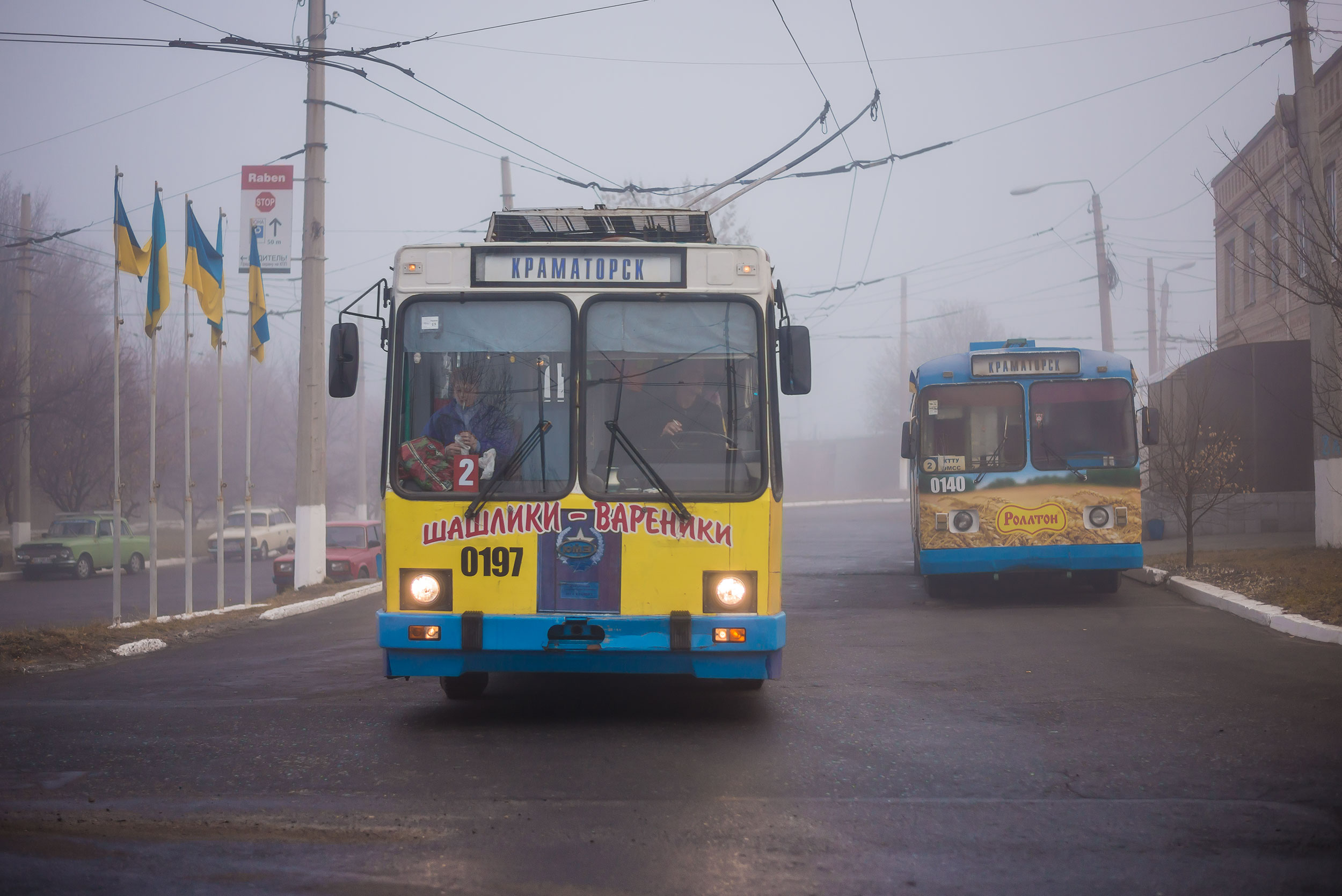